# 岩田昭人
岩田 昭人（いわた あきひと、1950年6月10日 - ）は、日本の政治家。元三重県尾鷲市長（2期）。

## 来歴
三重県尾鷲市出身。三重県立伊勢高等学校、信州大学人文学部経済学科卒業。1974年に三重県庁に入庁し、2005年に退職。
2009年（平成21年）4月20日、税理士法違反で罰金刑を受けた奥田尚佳尾鷲市長に対する不信任決議が可決された。奥田は議会を解散し、市議会議員選挙が行われる。同年6月19日、市議会は再度不信任決議を可決し、奥田は失職。これに伴って7月26日に行われた尾鷲市長選挙に立候補し、初当選した。2013年（平成25年）、2期目の当選。
2017年7月25日、任期満了に伴い市長辞任。政界を引退する。